# Уъркинг Тайтъл Филмс
„Уъркинг Тайтъл Филмс“ (на английски: Working Title Films) е британско предприятие за производство на филми и телевизионни предавания със седалище в Лондон.
Основано е през 1983 година от продуцентите Тим Беван и Сара Радклиф. От края на 80-те си сътрудничи активно с музикалния издател „Полиграм“, а през 1992 година е купена от неговото подразделение „Полиграм Филмд Ентъртейнмънт“ (през 1999 година погълнато от „Юнивърсъл Пикчърс“). В средата на 90-те години „Уъркинг Тайтъл“ заема централно място в британската кино индустрия, издавайки поредица от филми с широк международен успех – няколко много популярни филма на сценариста Ричард Къртис, филми на американските режисьори братя Коен, поредиците, започнали с „Мистър Бийн“, „Дневникът на Бриджит Джоунс“ и „Джони Инглиш“ – които им донасят 14 награди „Оскар“ и 40 награди на БАФТА.

## Избрана филмография
- „Бартън Финк“ (Barton Fink, 1991)
- „Четири сватби и едно погребение“ (Four Weddings and a Funeral, 1994)
- „Фарго“ (Fargo, 1996)
- „Мистър Бийн“ (Bean, 1997)
- „Големият Лебовски“ (The Big Lebowski, 1998)
- „Елизабет“ (Elizabeth, 1998)
- „Нотинг Хил“ (Notting Hill, 1999)
- „О, братко, къде си?“ (O Brother, Where Art Thou?, 2000)
- „Момичета от класа“ (High Fidelity, 2000)
- „Дневникът на Бриджит Джоунс“ (Bridget Jones's Diary, 2001)
- „Капитан Корели“ (Captain Corelli's Mandolin, 2001)
- „Човекът, който не беше там“ (The Man Who Wasn't There, 2001)
- „40 дни и 40 нощи“ (40 Days and 40 Nights, 2002)
- „Маркъс“ (About a Boy, 2002)
- „Секс гуру“ (The Guru, 2002)
- „Бандата на Кели“ (Ned Kelly, 2003)
- „Джони Инглиш“ (Johnny English, 2003)
- „Наистина любов“ (Love Actually, 2003)
- „Бриджит Джоунс: На ръба на разума“ (Bridget Jones: The Edge of Reason, 2004)
- „Гръмотевични птици“ (Thunderbirds, 2004)
- „Копнеж за танц“ (Inside I'm Dancing, 2004)
- „Преводачката“ (The Interpreter, 2005)
- „Бавачката Макфий“ (Nanny McPhee, 2005)
- „Гордост и предразсъдъци“ (Pride & Prejudice, 2005)
- „Полет 93“ (United 93, 2006)
- „Димящи аса“ (Smokin' Aces, 2007)
- „Ваканцията на Мистър Бийн“ (Mr. Bean's Holiday, 2007)
- „Горещи палки“ (Hot Fuzz, 2007)
- „Елизабет: Златният век“ (Elizabeth: The Golden Age, 2007)
- „Изкупление“ (Atonement, 2007)
- „Династията на Тюдорите“ (The Tudors, 2007 – 2010)
- „Определено, може би“ (Definitely, Maybe, 2008)
- „Изгори след прочитане“ (Burn After Reading, 2008)
- „Фрост/Никсън“ (Frost/Nixon, 2008)
- „Рок радио“ (The Boat That Rocked, 2009)
- „Солистът“ (The Soloist, 2009)
- „Сериозен човек“ (A Serious Man, 2009)
- „Зелена зона“ (Green Zone, 2010)
- „Бавачката Макфий и Големият взрив“ (Nanny McPhee and the Big Bang, 2010)
- „Пол“ (Paul, 2011)
- „Дама, поп, асо, шпионин“ (Tinker Tailor Soldier Spy, 2011)
- „Джони Инглиш се завръща“ (Johnny English Reborn, 2011)
- „Чудо сред ледовете“ (Big Miracle, 2012)
- „Клетниците“ (Les Misérables, 2012)
- „Анна Каренина“ (Anna Karenina, 2012)
- „Въпрос на време“ (About Time, 2013)
- „Краят на света“ (The World's End, 2013)
- „С пълна газ“ (Rush, 2013)
- „Теорията на всичко“ (The Theory of Everything, 2014)
- „Еверест“ (Everest, 2015)
- „Момичето от Дания“ (The Danish Girl, 2015)
- „Светът е наш“ (We Are Your Friends, 2015)
- „Легенда“ (Legend, 2015)
- „Аве, Цезаре!“ (Hail, Caesar!, 2016)
- „Бриджит Джоунс: Бебе на хоризонта“ (Bridget Jones's Baby, 2016)
- „Довереникът на кралицата“ (Victoria and Abdul, 2017)
- „Джони Инглиш избухва отново“ (Johnny English Strikes Again, 2018)
- „Момчето, което можеше да бъде крал“ (The Kid Who Would Be King, 2019)
- „Вчера си е за вчера“ (Yesterday, 2019)
- „Котките“ (Cats, 2019)
- „Сирано“ (Cyrano, 2021)
- „Билет до Рая“ (Ticket to Paradise, 2022)
- „Веществото“ (The Substance, 2024)
- „Бриджит Джоунс: Луда по онова момче“ (Bridget Jones: Mad About the Boy, 2025)